# Banco Alfa
O Banco Alfa foi um banco comercial brasileiro com sede em São Paulo. A instituição foi composta por empresas em diversos segmentos como: financeiro, seguros, agronegócios, alimentos, materiais de construção, comunicação e cultura, indústria de couros e hoteleiro. 

## História
A origem do banco remonta ao ano de 1925, quando foi fundado o Banco da Lavoura de Minas Gerais, cujo nome foi alterado em 1972 para Banco Real. Em 1998 seu controle acionário foi vendido ao ABN AMRO e no ano seguinte as empresas financeiras não vendidas deram origem ao Conglomerado Financeiro Alfa, ao qual se integrou posteriormente o Banco Alfa.
Ao longo dos anos a instituição se desenvolveu principalmente nos segmentos de crédito a pessoas físicas e jurídicas, tesouraria, administração de recursos de terceiros, private banking, wealth management e fusões e aquisições. 
Em novembro de 2022, o Banco Safra anunciou a aquisição do Conglomerado Financeiro Alfa por R$ 1,03 bilhão. Em janeiro de 2023, o CADE aprovou essa aquisição. Em outubro do mesmo ano, a compra foi concluída.